# Winnie Nielsen
Winnie Nielsen, po mężu Grønbech (ur. 14 lutego 1953 w Kopenhadze) – duńska pływaczka, olimpijka z Monachium.
Na Letnich Igrzyskach Olimpijskich 1972 wystartowała na 100 i 200 metrów stylem klasycznym. Dwukrotnie jednak odpadała w eliminacjach.